# Куміставі (печера)
Печера Прометея, Куміставі (груз. პრომეთეს მღვიმე; груз. ყუმისთავის მღვიმე) — печера в Грузії, в околицях міста Цхалтубо, пам'ятка природи (категорія III за класифікацією Міжнародного союзу охорони природи. Довжина печери становить 1600 м.

## Розташування
Печера Куміставі розташована у 5 км на північний захід міста Цхалтубо (Грузія). Координати 42.376050, 42.600304.

## Історія

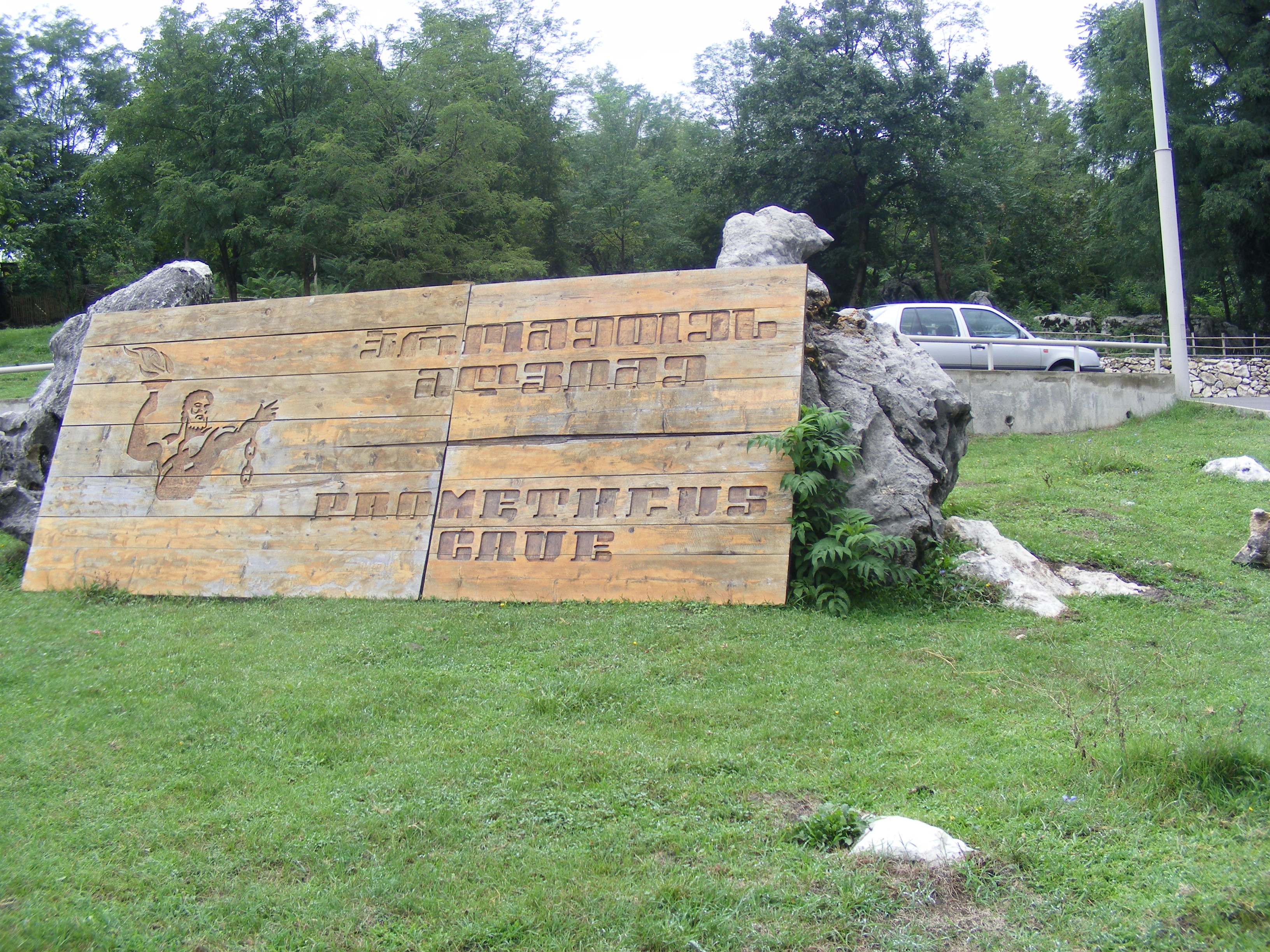
border
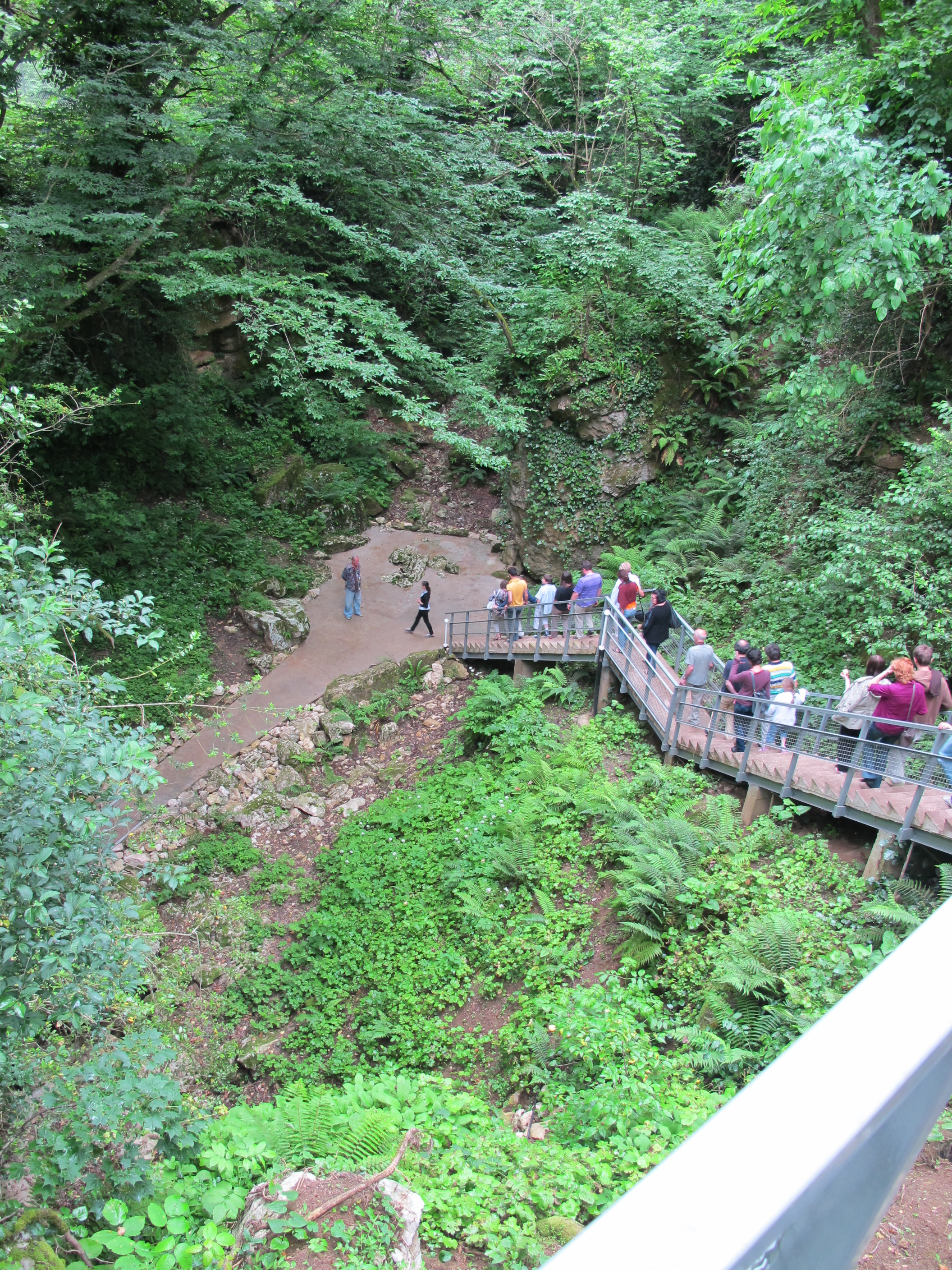
border
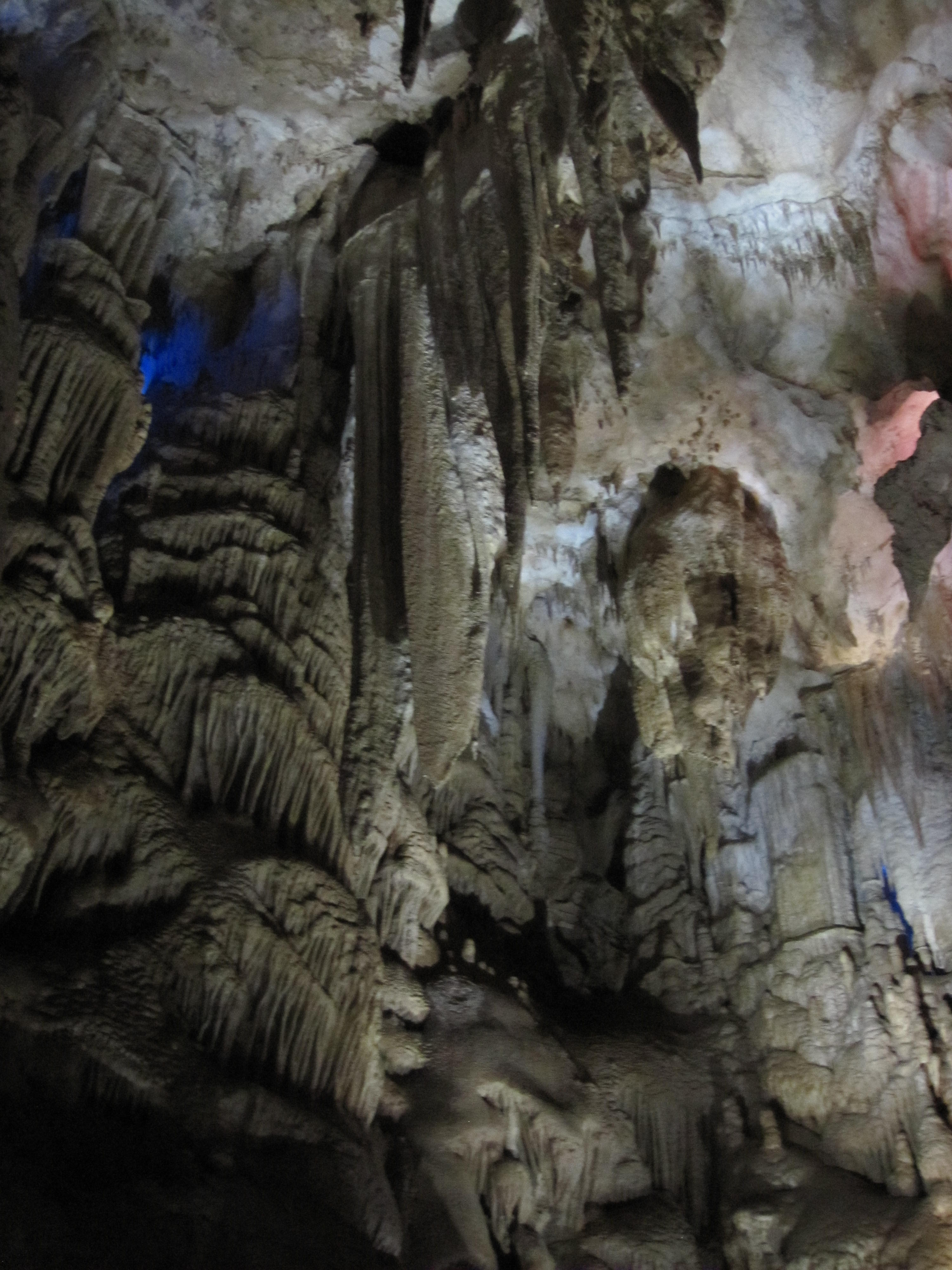
border
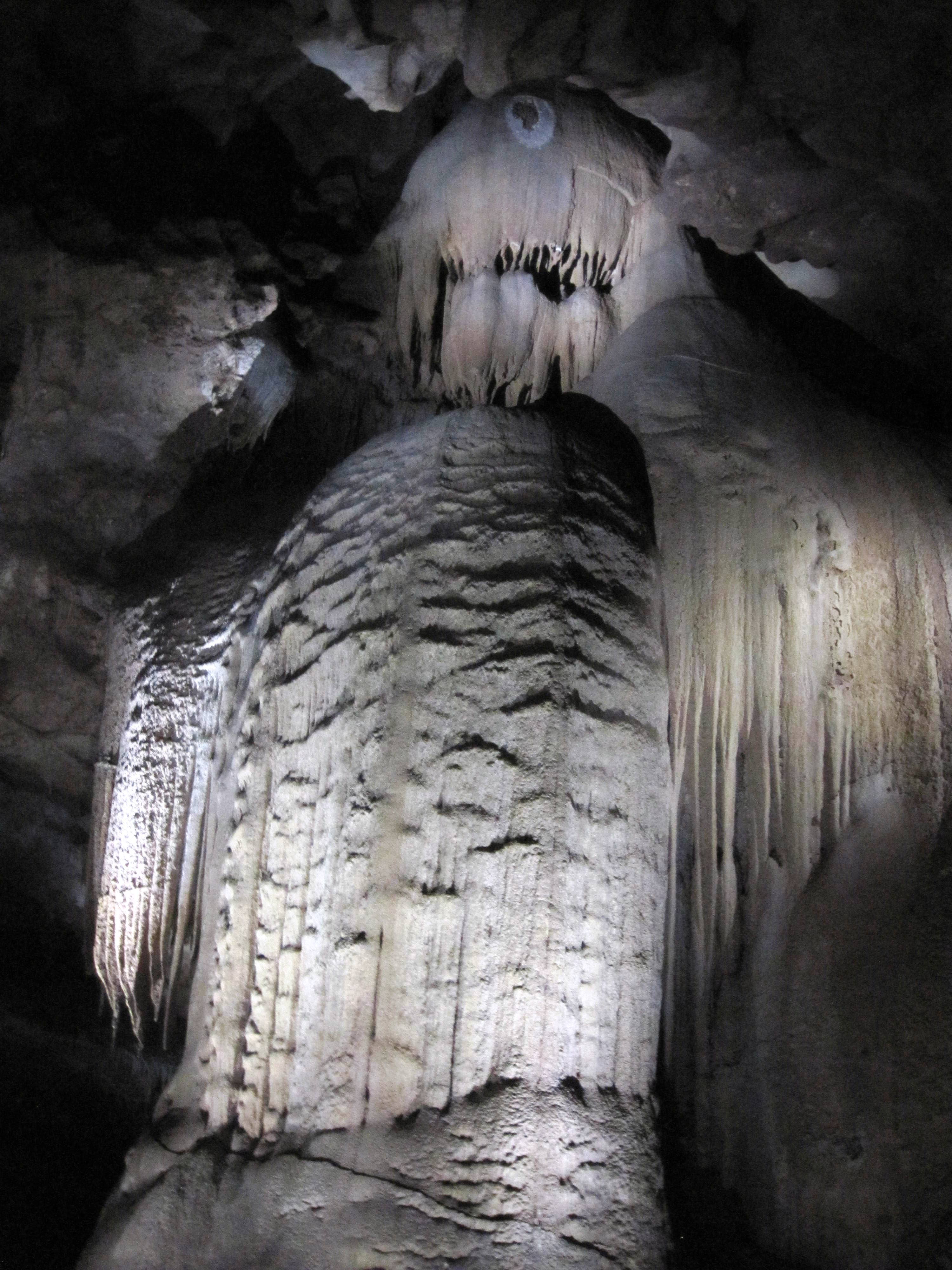
border
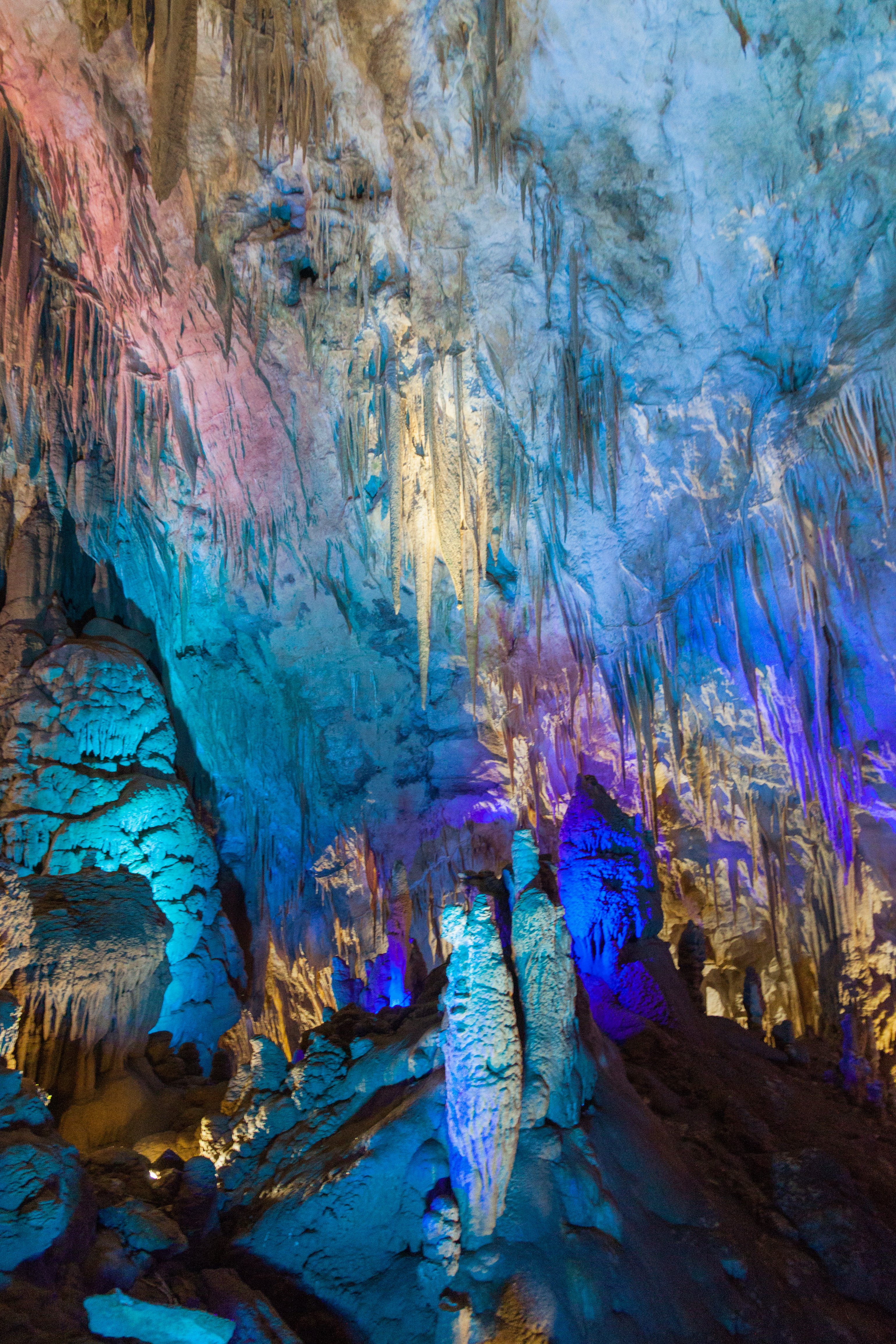
border
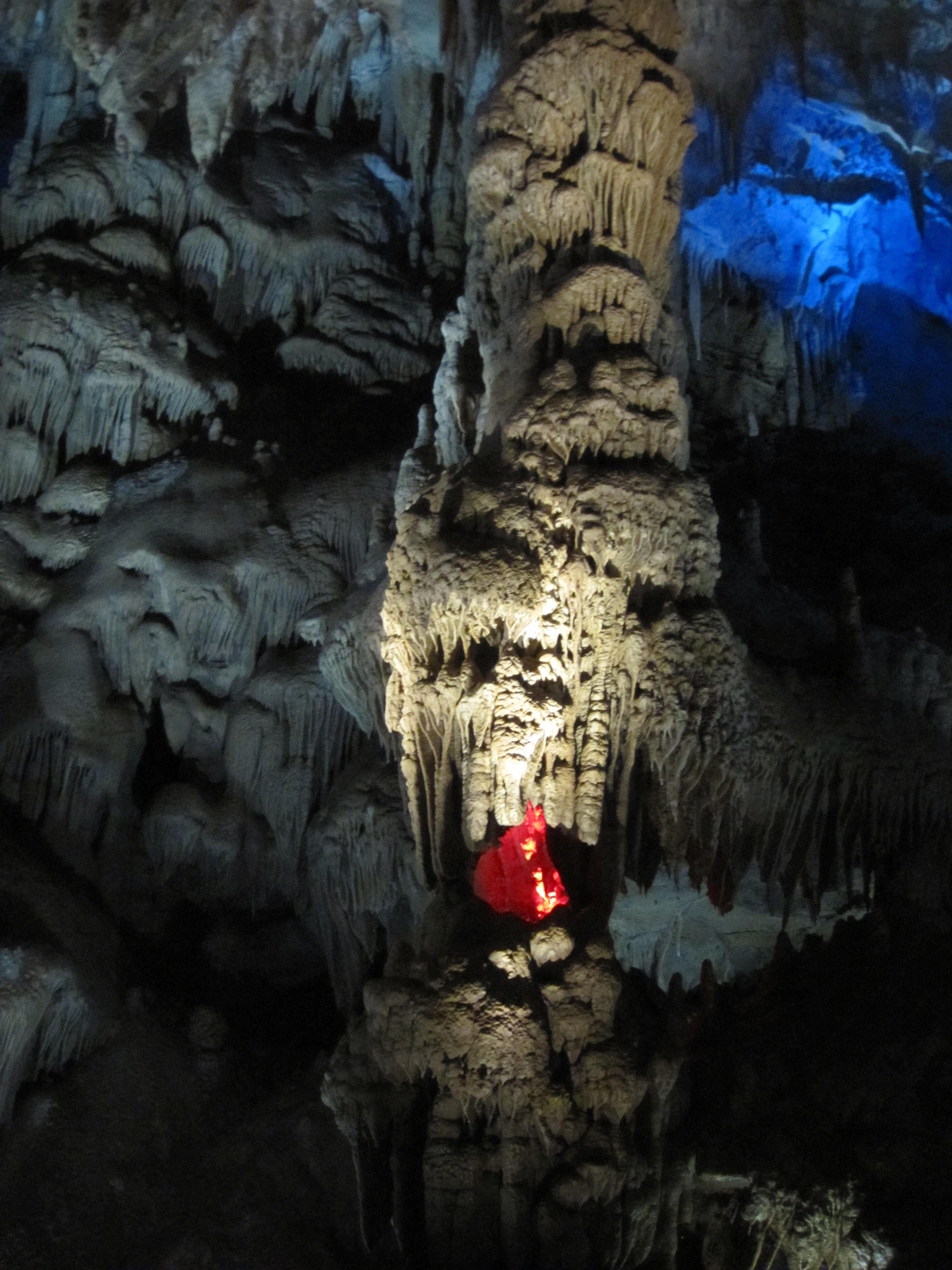
border
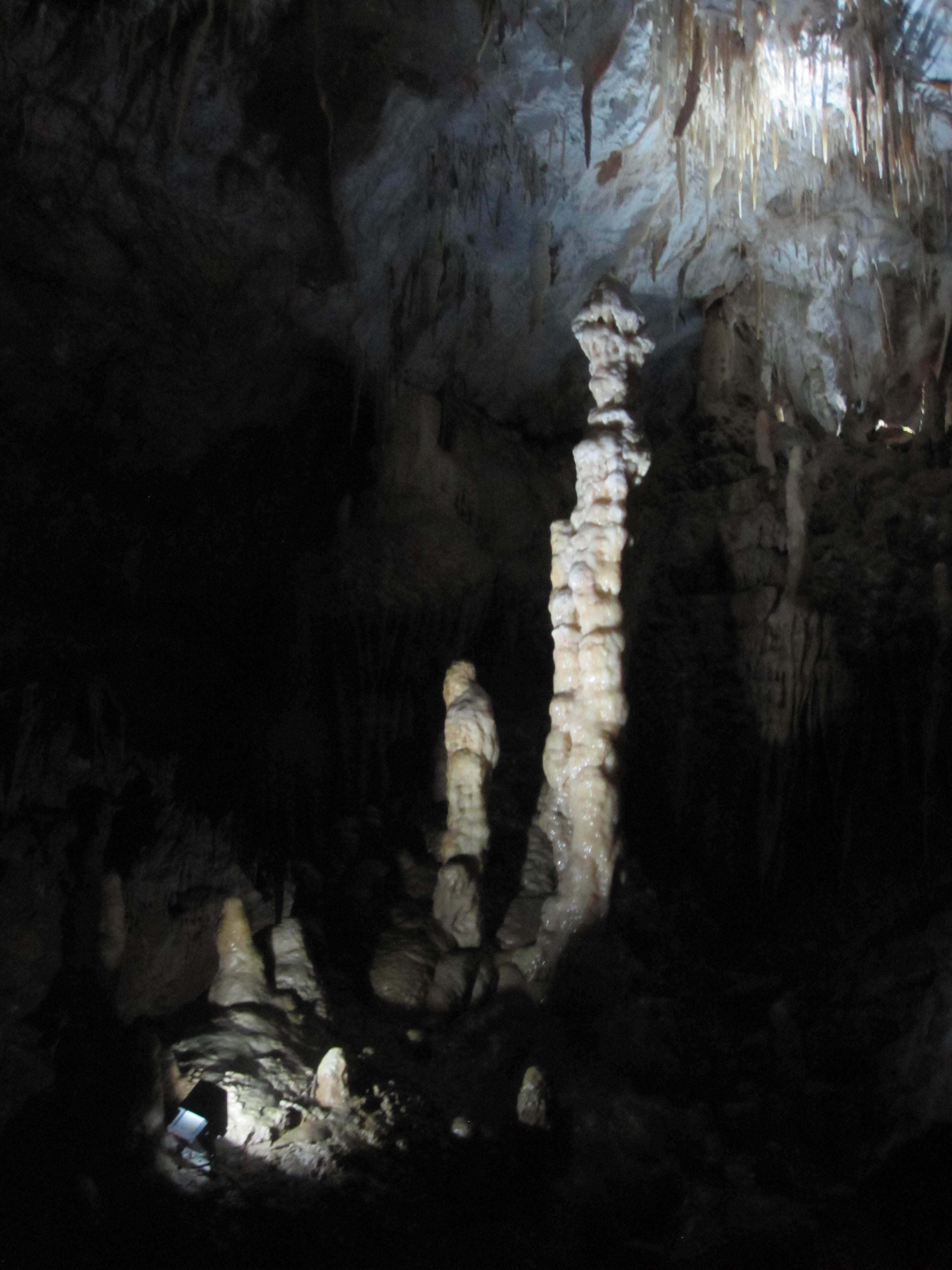
border
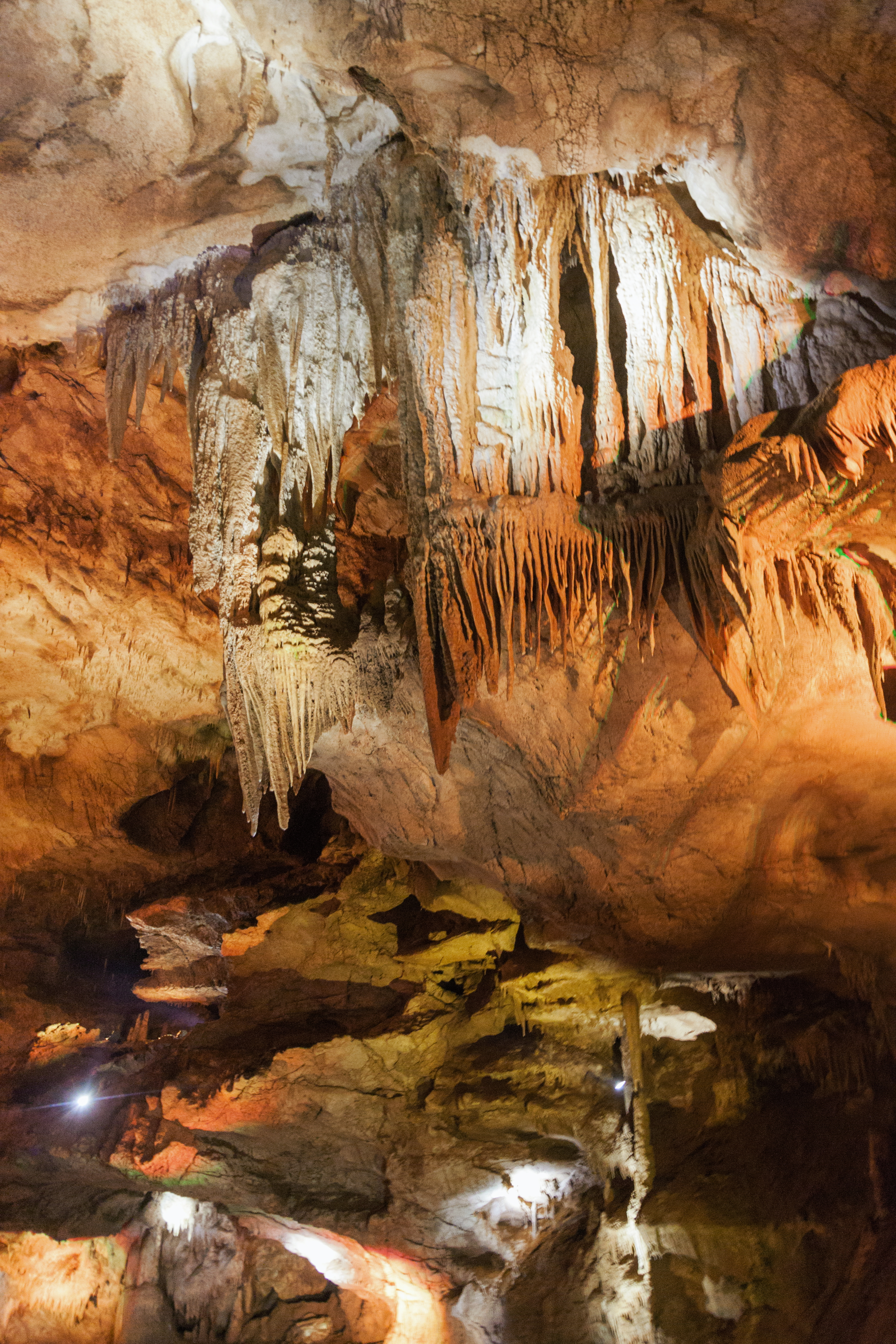
border
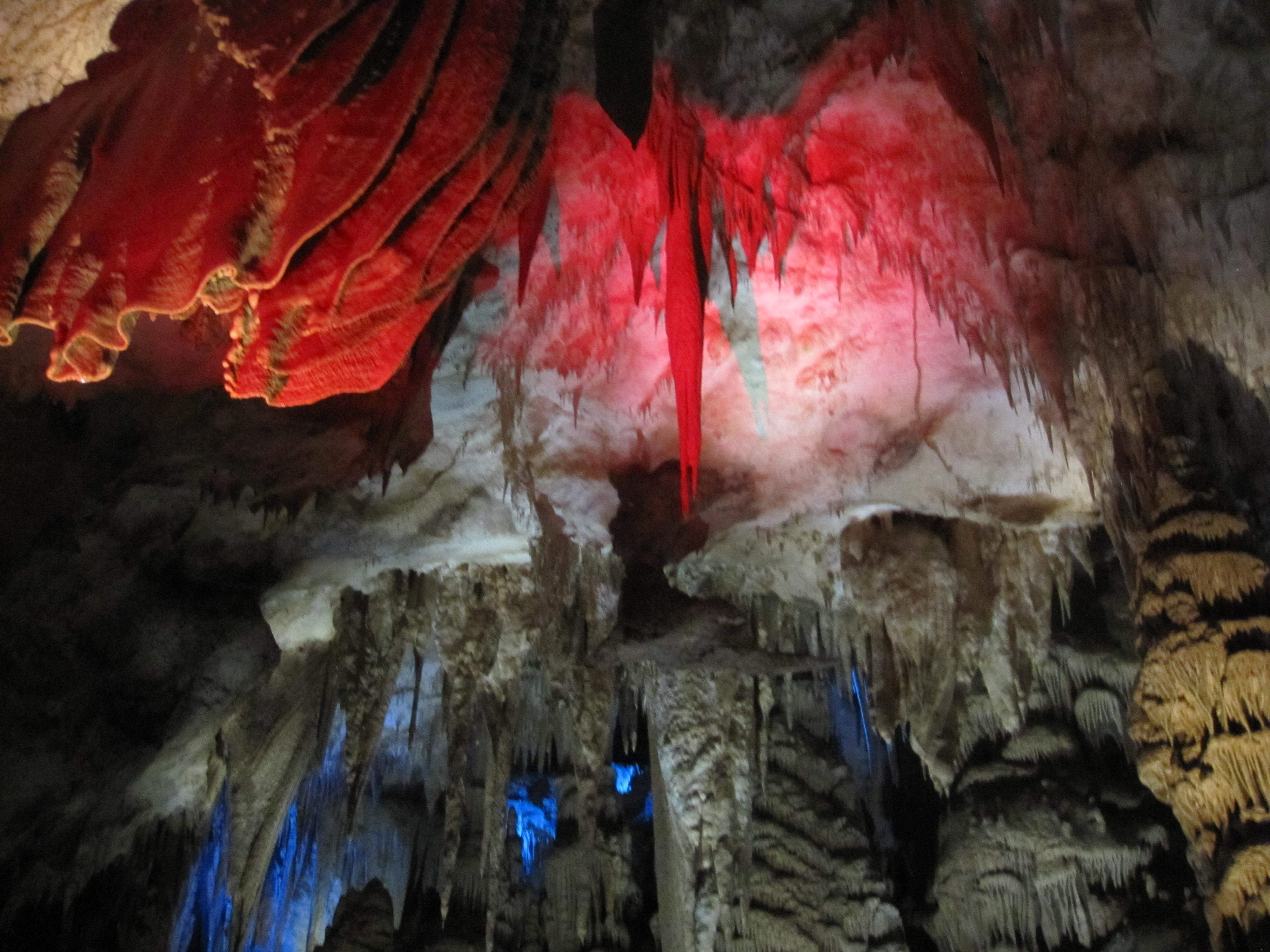
border
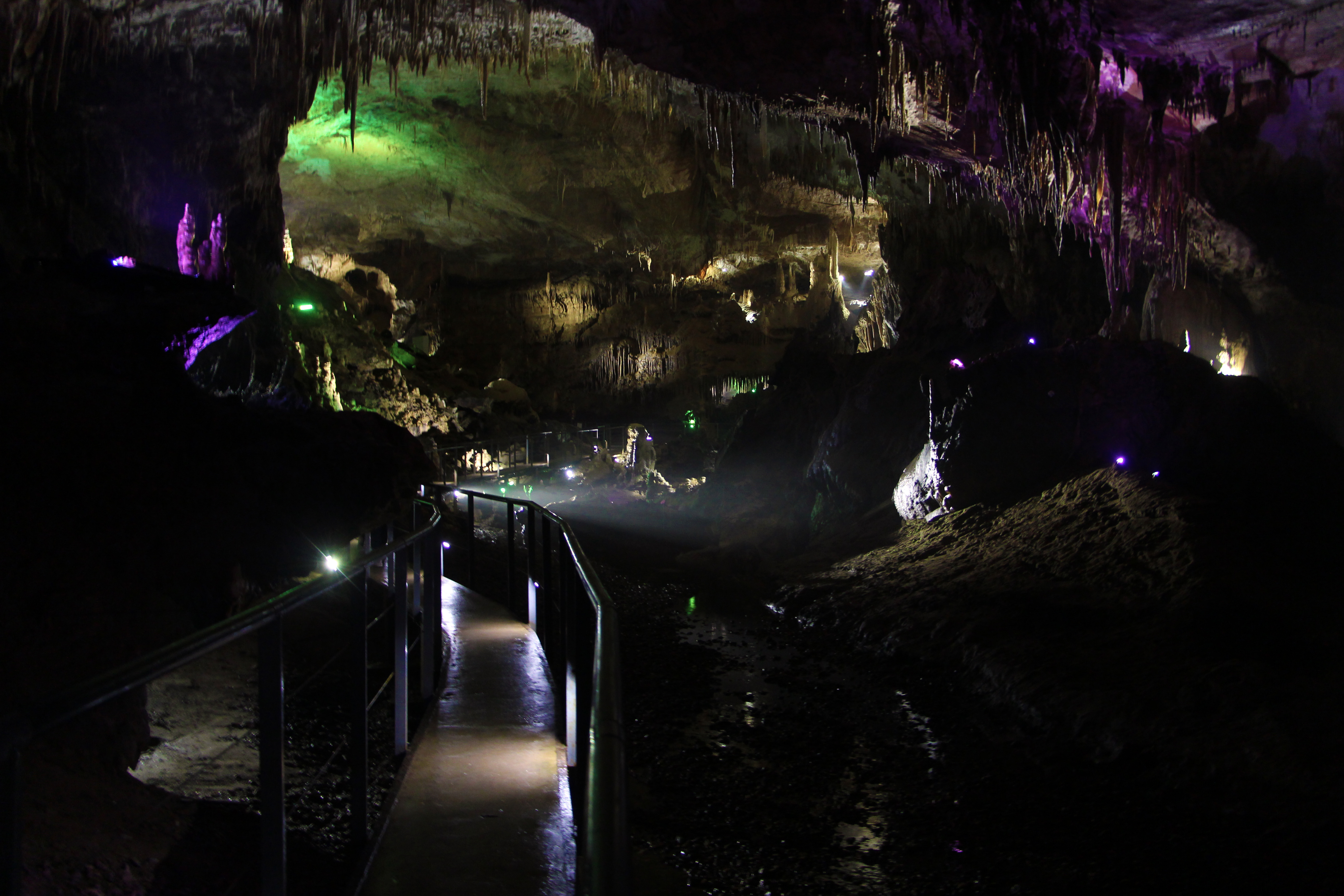
border

Печера була відкрита і досліджена грузинськими спелеологами ще на початку 1980-их років ХХ століття. Вона є частиною великої печерної системи, об'єднаної однією підземною річкою. В даний час досліджені приблизно 30 км річки, що становить приблизно половину довжини всієї печерної системи. Біля витоків досліджень стояли Джумбер і Аміран Ямрішвілі.
У 1985 році було прийнято рішення частину печери обладнати під екскурсійний об'єкт. 
До 1989 року в печері був прокладений екскурсійний маршрут завдовжки трохи більше кілометра, побудовані сходи і доріжки, на виході був пробитий і 150 метровий тунель і почалася споруда надземних будівель. Печеру оснастили тимчасовим освітленням і навіть почали водити невеликі групи туристів.
У 1990 році внаслідок розпаду Радянського Союзу і відсутність коштів, проект обладнання екскурсійної печери довелося закрити. Протягом декількох років один з місцевих жителів охороняв її від вандалів. Біля виходу з печери встановлено пам'ятник йому та його собаці.
У 2007 році, через 17 років після закриття проекту, грузинська влада повернулися до ідеї обладнання екскурсійної печери поблизу Цхалтубо.
Поштовх до її перетворення частини її на туристичний об'єкт дав президент Грузії Михайло Саакашвілі, що оглянув її в 2010 році і заявив, що її потрібно назвати Печерою Прометея, оскільки легендарний античний герой Прометей був прикутий до гір приблизно в цьому районі. Протягом року було здійснено благоустрій печери, і 26 травня 2011 року вона відкрилася для відвідувачів. Знову відвідавши печеру напередодні відкриття, Михайло Саакашвілі висловив упевненість в тому, що нова визначна пам'ятка послужить розвитку туристичного бізнесу в Грузії, зазначивши, що до цього в Грузії були тільки дві впорядковані відповідним чином печери — «Сатаплія, яку ми оснастили зовсім недавно, і Новий Афон, яким заволоділа нечисть у вигляді окупантів».